# Selenicereus testudo
Selenicereus testudo là một loài thực vật có hoa trong họ Cactaceae. Loài này được (Karw. ex Zucc.) Buxb. miêu tả khoa học đầu tiên năm 1965.

## Hình ảnh

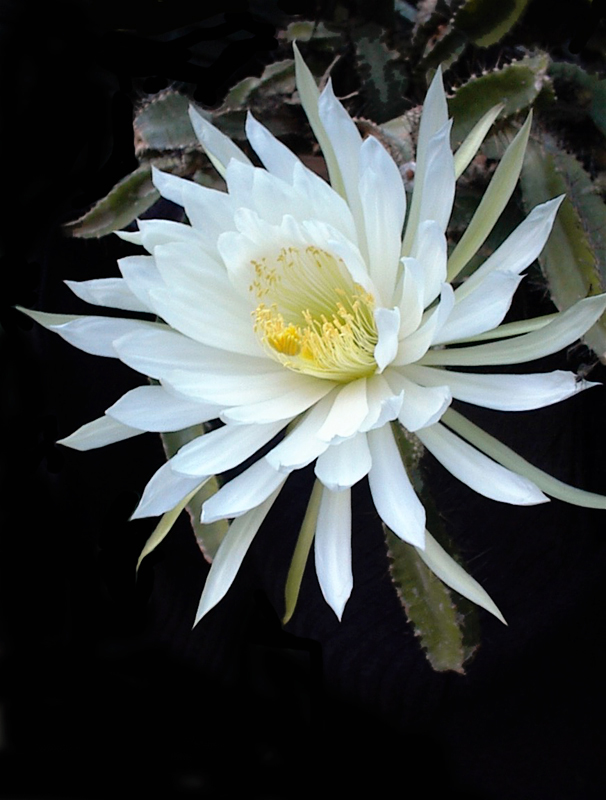
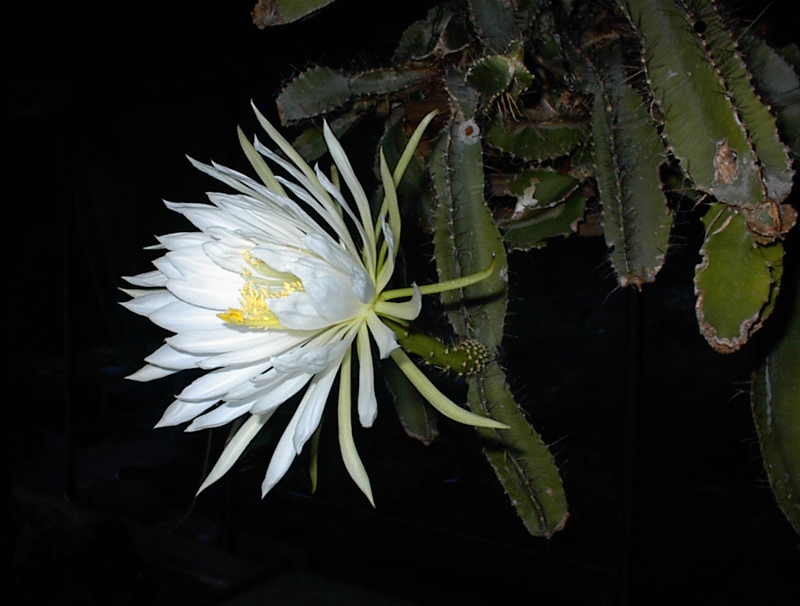